# Иван Пехливанов
Иван Георгиев Пехливанов е български инженер и политик от БКП, заслужил деятел на техниката.

## Биография
Роден е на 26 юни 1926 г. в ямболското село Воден. Баща му Георги Пехливанов е адвокат, член на БКП и след 9 септември е околийски управител на Елхово. През 1951 г. завършва Висшия машинно-електротехнически институт в София. Започва работа като конструктор, а впоследствие е проектант. Известно време е главен специалист в Комитета по промишлеността, директор на проектанския институт „Машелектропроект“ и генерален директор на научно-производствено обединение „Технология на металите“. През 1968 г. става заместник-министър на машиностроенето, а след това и председател на Комитета по леене и пластична обработка на металите. От 1980 г. е заместник-председател на Българската индустриална стопанска асоциация, а от 1986 г. и неин председател. От 1976 до 1981 г. е кандидат-член на ЦК на БКП, а от 1981 до 1990 г. и член на ЦК на БКП. Освен това е съветник в Столичния народен съвет. През 1987 г. става председател на Централния кооперативен съюз. Награждаван е с орден „Георги Димитров“.. Умира на 10 юли 2019 г.